# Campeonato Mundial de League of Legends de 2021
O Campeonato Mundial de League of Legends de 2021 foi um torneio de esporte eletrônico para o jogo de arena de batalha multijogador League of Legends. Foi a décima primeira edição do Campeonato Mundial de League of Legends, um torneio internacional anual organizado pela desenvolvedora do jogo, Riot Games. O torneio foi realizado de 5 de outubro a 6 de novembro em Reykjavík, Islândia. Vinte e duas equipes de 11 regiões se classificaram para o torneio com base em sua colocação em circuitos regionais, como os da China, Europa, América do Norte, Coreia do Sul e Taiwan/Hong Kong/Macau/Sudeste Asiático, com dez dessas equipes tendo que chegar ao principal evento através de uma fase de entrada. Edward Gaming da LPL (China) venceu o torneio depois de derrotar a DWG KIA da LCK (Coreia do Sul) por 3–2 em 6 de novembro de 2021.
"Burn It All Down" foi a música tema do torneio, montada por PVRIS, enquanto Denzel Curry, CIFIKA, Besomorph e Wang Yibo da Uniq produziram suas próprias versões remixadas de "Burn It All Down".

## Impacto do coronavírus no torneio
A pandemia de COVID-19, que se limitou principalmente à China em janeiro e início de fevereiro de 2020, afetou mais uma vez o formato de hospedagem multi-cidades programado que esteve presente mais recentemente no Campeonato Mundial de League of Legends de 2019. Em 16 de junho, a Riot Games anunciou originalmente as datas e locais do evento, com o evento ocorrendo em Xangai, Qingdao, Wuhan, Chengdu e as finais em Shenzhen. No entanto, devido a complicações de viagem decorrentes da pandemia de COVID-19 na China continental, a Riot Games anunciou Reykjavík, Islândia (onde o Mid-Season Invitational 2021 foi hospedado), como a nova cidade anfitriã do evento.
Devido a complicações decorrentes da pandemia de COVID-19 no Vietnã, duas equipes da VCS (Vietnã) mais uma vez não puderam participar do torneio.
Assim como o evento de 2020, o torneio não contou com público ao vivo como resultado da pandemia.

## Equipes classificadas
Coreia do Sul (LCK) e China (LPL) receberam uma vaga adicional na fase de grupos, totalizando até quatro representantes cada uma para sua respectiva região. O formato de qualificação para a América do Norte (LCS) mudou para um sistema de uma temporada por ano, com a posição das equipes nos potes sendo decididas pelo placar acumulado de toda a temporada e pelos resultados de suas respectivas séries de campeonatos.
Devido ao Vietnã (VCS) ser incapaz de levar equipes para o evento, a terceira cabeça de chave da Europa (LEC) recebeu entrada direta na fase de grupos.
As 4 principais regiões do Mid-Season Invitational de 2021 (LPL, LCK, LEC, PCS) receberam o pote 1 da fase de grupos do evento principal para o campeão da segunda etapa de suas respectivas ligas.
| Região                                          | Liga                                            | Modo de classificação                           | Equipe                                          | ID                                              | Pote                                            |
| Começando na fase de grupos do evento principal | Começando na fase de grupos do evento principal | Começando na fase de grupos do evento principal | Começando na fase de grupos do evento principal | Começando na fase de grupos do evento principal | Começando na fase de grupos do evento principal |
| ----------------------------------------------- | ----------------------------------------------- | ----------------------------------------------- | ----------------------------------------------- | ----------------------------------------------- | ----------------------------------------------- |
| China                                           | LPL                                             | Campeão da LPL Summer de 2021                   | Edward Gaming                                   | EDG                                             | 1                                               |
| China                                           | LPL                                             | Maior pontuação regional                        | FunPlus Phoenix                                 | FPX                                             | 2                                               |
| China                                           | LPL                                             | Campeão da LPL Regional Finals de 2021          | Royal Never Give Up                             | RNG                                             | 3                                               |
| Coreia do Sul                                   | LCK                                             | Campeão da LCK Summer de 2021                   | DWG KIA                                         | DK                                              | 1                                               |
| Coreia do Sul                                   | LCK                                             | Maior pontuação regional                        | Gen.G                                           | GEN                                             | 2                                               |
| Coreia do Sul                                   | LCK                                             | Campeão da LCK Regional Finals de 2021          | T1                                              | T1                                              | 3                                               |
| Europa                                          | LEC                                             | Campeão da LEC Summer de 2021                   | MAD Lions                                       | MAD                                             | 1                                               |
| Europa                                          | LEC                                             | Vice-campeão da LEC Summer de 2021              | Fnatic                                          | FNC                                             | 2                                               |
| Europa                                          | LEC                                             | 3º colocado da LEC Summer de 2021               | Rogue                                           | RGE                                             | 3                                               |
| América do Norte                                | LCS                                             | Campeão da LCS Summer de 2021                   | 100 Thieves                                     | 100                                             | 2                                               |
| América do Norte                                | LCS                                             | Vice-campeão da LCS Summer de 2021              | Team Liquid                                     | TL                                              | 3                                               |
| TW/HK/MO/SEA                                    | PCS                                             | Campeão da PCS Summer de 2021                   | PSG Talon                                       | PSG                                             | 1                                               |
| Começando na fase de entrada                    |                                                 |                                                 |                                                 |                                                 |                                                 |
| China                                           | LPL                                             | Vice-campeão da LPL Regional Finals de 2021     | LNG Esports                                     | LNG                                             | 1                                               |
| Coreia do Sul                                   | LCK                                             | Vice-campeão da LCK Regional Finals de 2021     | Hanwha Life Esports                             | HLE                                             | 1                                               |
| América do Norte                                | LCS                                             | 3º colocado da LCS Summer de 2021               | Cloud9                                          | C9                                              | 1                                               |
| TW/HK/MO/SEA                                    | PCS                                             | Vice-campeão da PCS Summer de 2021              | Beyond Gaming                                   | BYG                                             | 1                                               |
| América Latina                                  | LLA                                             | Campeão da LLA Clausura de 2021                 | Infinity Esports                                | INF                                             | 2                                               |
| Brasil                                          | CBLOL                                           | Campeão do CBLOL Segunda Etapa de 2021          | RED Canids                                      | RED                                             | 2                                               |
| CEI                                             | LCL                                             | Campeão da LCL Summer de 2021                   | Unicorns of Love                                | UOL                                             | 2                                               |
| Japão                                           | LJL                                             | Campeão da LJL Summer de 2021                   | DetonatioN FocusMe                              | DFM                                             | 2                                               |
| Oceania                                         | LCO                                             | Campeão da LCO Split 2 de 2021                  | PEACE                                           | PCE                                             | 2                                               |
| Turquia                                         | TCL                                             | Campeão da TCL Summer de 2021                   | Galatasaray Esports                             | GS                                              | 2                                               |

### Escalações
Jogador que não jogou nenhuma partida.
| Equipe                                     | Jogadores   | Jogadores   | Jogadores        | Jogadores   | Jogadores   | Técnico      |
| Equipe                                     | Topo        | Selva       | Meio             | Atirador    | Suporte     | Técnico      |
| China (LPL)                                | China (LPL) | China (LPL) | China (LPL)      | China (LPL) | China (LPL) | China (LPL)  |
| ------------------------------------------ | ----------- | ----------- | ---------------- | ----------- | ----------- | ------------ |
| Edward Gaming                              | Flandre     | Jiejie      | Scout            | Viper       | Meiko       | Maokai       |
| Edward Gaming                              | Flandre     | JunJia      | Scout            | Viper       | Meiko       | Maokai       |
| FunPlus Phoenix                            | Nuguri      | Tian        | Doinb            | Lwx         | Crisp       | Steak        |
| FunPlus Phoenix                            | xiaolaohu   | Tian        | Doinb            | Lwx         | Crisp       | Steak        |
| Royal Never Give Up                        | Xiaohu      | Wei         | Cryin            | GALA        | Ming        | Tabe         |
| Royal Never Give Up                        | Xiaohu      | Wei         | Yuekai           | GALA        | Ming        | Poppy        |
| LNG Esports                                | Ale         | Tarzan      | icon             | Light       | Iwandy      | YiL          |
| LNG Esports                                | Ale         | Tarzan      | icon             | Light       | Iwandy      | Rather       |
| Coreia do Sul (LCK)                        |             |             |                  |             |             |              |
| DWG KIA                                    | Khan        | Canyon      | ShowMaker        | Ghost       | BeryL       | kkOma        |
| DWG KIA                                    | Khan        | Canyon      | ShowMaker        | Rahel       | BeryL       | PoohManDu    |
| Gen.G                                      | Rascal      | Clid        | Bdd              | Ruler       | Life        | oDin         |
| Gen.G                                      | Burdol      | Clid        | Bdd              | Ruler       | Life        | oDin         |
| T1                                         | Canna       | Oner        | Faker            | Gumayusi    | Keria       | Stardust     |
| T1                                         | Canna       | Cuzz        | Faker            | Teddy       | Keria       | Moment       |
| Hanwha Life Esports                        | Morgan      | Willer      | Chovy            | Deft        | Vsta        | Kezman       |
| Europa (LEC)                               |             |             |                  |             |             |              |
| MAD Lions                                  | Armut       | Elyoya      | Humanoid         | Carzzy      | Kaiser      | Mac          |
| Fnatic                                     | Adam        | Bwipo       | Nisqy            | Bean        | Hylissang   | YamatoCannon |
| Fnatic                                     | Adam        | Bwipo       | Nisqy            | Upset       | Hylissang   | Shaves       |
| Rogue                                      | Odoamne     | Inspired    | Larssen          | Hans sama   | Trymbi      | fredy122     |
| Rogue                                      | Odoamne     | Inspired    | Blueknight       | Hans sama   | Trymbi      | fredy122     |
| América do Norte (LCS)                     |             |             |                  |             |             |              |
| 100 Thieves                                | Ssumday     | Closer      | Abbedagge        | FBI         | huhi        | Reapered     |
| 100 Thieves                                | Ssumday     | Kenvi       | Abbedagge        | FBI         | huhi        | Reapered     |
| Team Liquid                                | Alphari     | Santorin    | Jensen           | Tactical    | CoreJJ      | Kold         |
| Team Liquid                                | Jenkins     | Santorin    | Jensen           | Tactical    | CoreJJ      | Kold         |
| Cloud9                                     | Fudge       | Blaber      | Perkz            | Zven        | Vulcan      | Mithy        |
| Cloud9                                     | Fudge       | Blaber      | Perkz            | Zven        | Vulcan      | Reignover    |
| Taiwan/Hong Kong/Macau/SEA (PCS)           |             |             |                  |             |             |              |
| PSG Talon                                  | Hanabi      | River       | Maple            | Unified     | Kaiwing     | Helper       |
| PSG Talon                                  | Kartis      | River       | Maple            | Unified     | Kaiwing     | Helper       |
| Beyond Gaming                              | PK          | HuSha       | Maoan (suspenso) | Doggo       | Kino        | Benny        |
| Beyond Gaming                              | Liang       | HuSha       | PK               | Doggo       | Kino        | Wulala       |
| América Latina (LLA)                       |             |             |                  |             |             |              |
| Infinity Esports                           | Buggax      | SolidSnake  | cody             | WhiteLotus  | Ackerman    | Von          |
| Brasil (CBLOL)                             |             |             |                  |             |             |              |
| RED Canids                                 | Guigo       | Aegis       | Grevthar         | TitaN       | Jojo        | Coelho       |
| RED Canids                                 | Guigo       | Aegis       | Avenger          | TitaN       | Jojo        | Coelho       |
| Comunidade dos Estados Independentes (LCL) |             |             |                  |             |             |              |
| Unicorns of Love                           | BOSS        | AHaHaCiK    | Nomanz           | Argonavt    | SaNTaS      | Sheepy       |
| Japão (LJL)                                |             |             |                  |             |             |              |
| DetonatioN FocusMe                         | Evi         | Steal       | Aria             | Yutapon     | Gaeng       | Yang         |
| DetonatioN FocusMe                         | Evi         | Steal       | Ceros            | Yutapon     | Gaeng       | Kazu         |
| Oceania (LCO)                              |             |             |                  |             |             |              |
| PEACE                                      | Vizicsacsi  | Babip       | Tally            | Violet      | Aladoric    | Coach Daniel |
| PEACE                                      | Lived       | Babip       | Halo             | Violet      | Aladoric    | Coach Daniel |
| Turquia (TCL)                              |             |             |                  |             |             |              |
| Galatasaray Esports                        | Crazy       | Mojito      | Bolulu           | Alive       | Zergsting   | Irean        |

## Locais
Reykjavík foi a cidade escolhida para sediar o torneio. Todas as partidas foram jogadas no Laugardalsvöllur sem platéia. 
| Reykjavík, Islândia |
| ------------------- |
| Laugardalsvöllur    |
| Reykjavík           |

## Fase de entrada

### Grupos da fase de entrada
- Data e horário: 5 – 7 de outubro, começou às 11:00 UTC.
- Dez equipes são sorteadas para dentro dos grupos, com cinco equipes por grupo.
- Rodízio simples, todas as partidas únicas.
- Se as equipes tiverem o mesmo histórico de vitórias e derrotas no final dos grupos, as partidas de desempate serão disputadas. Um empate de duas vias não é quebrado pelos resultados do confronto direto que essas equipes jogaram, no entanto, a equipe que venceu no confronto direto recebe a seleção de lado no jogo de desempate.
- A equipe do topo se classifica automaticamente para o evento principal, enquanto o 2º ao 4º lugar de cada grupo avança para as eliminatórias da fase de entrada e o 2º lugar recebe um avanço para o jogo 2. O time de baixo é eliminado.

#### Grupo A
| 1 | LNG Esports         | 4 | 0 | LNG | ~ | V | V | V | V |
| 2 | Hanwha Life Esports | 3 | 1 | HLE | D | ~ | V | V | V |
| 3 | PEACE               | 2 | 2 | PCE | D | D | ~ | V | V |
| 4 | RED Canids          | 1 | 3 | RED | D | D | D | ~ | V |
| 5 | Infinity Esports    | 0 | 4 | INF | D | D | D | D | ~ |

| Data  | Jogo | Lado azul | Resultado | Resultado | Lado vermelho |
| ----- | ---- | --------- | --------- | --------- | ------------- |
| 05/10 | 1    | HLE       | D         | V         | LNG           |
| 05/10 | 2    | INF       | D         | V         | RED           |
| 05/10 | 3    | LNG       | V         | D         | PCE           |
| 05/10 | 4    | HLE       | V         | D         | INF           |
| 06/10 | 5    | PCE       | D         | V         | HLE           |
| 06/10 | 6    | RED       | D         | V         | LNG           |
| 06/10 | 7    | INF       | D         | V         | PCE           |
| 06/10 | 8    | RED       | D         | V         | HLE           |
| 07/10 | 9    | LNG       | V         | D         | INF           |
| 07/10 | 10   | PCE       | V         | D         | RED           |

#### Grupo B
| 1 | DetonatioN FocusMe  | 3 | 1 | V | DFM | ~ | D | V | V | V |
| 2 | Cloud9              | 3 | 1 | D | C9  | V | ~ | V | V | D |
| 3 | Galatasaray Esports | 2 | 2 |   | GS  | D | D | ~ | V | V |
| 4 | Beyond Gaming       | 1 | 3 | V | BYG | D | D | D | ~ | V |
| 5 | Unicorns of Love    | 1 | 3 | D | UOL | D | V | D | D | ~ |

| Data  | Jogo    | Lado azul | Resultado | Resultado | Lado vermelho |
| ----- | ------- | --------- | --------- | --------- | ------------- |
| 05/10 | 1       | UOL       | D         | V         | DFM           |
| 05/10 | 2       | GS        | V         | D         | BYG           |
| 05/10 | 3       | DFM       | D         | V         | C9            |
| 05/10 | 4       | UOL       | D         | V         | GS            |
| 06/10 | 5       | BYG       | D         | V         | C9            |
| 06/10 | 6       | GS        | D         | V         | DFM           |
| 06/10 | 7       | BYG       | V         | D         | UOL           |
| 06/10 | 8       | C9        | V         | D         | GS            |
| 07/10 | 9       | DFM       | V         | D         | BYG           |
| 07/10 | 10      | C9        | D         | V         | UOL           |
| 07/10 | DE (4º) | UOL       | D         | V         | BYG           |
| 07/10 | DE (1º) | DFM       | V         | D         | C9            |

### Eliminatórias da fase de entrada
- Data e horário: 8 – 9 de outubro
- Formato de rei da colina com dois ramos. As equipes em 3º lugar da fase de grupos enfrentam equipes em 4º lugar do mesmo grupo na partida 1. O vencedor jogará contra a equipe em 2º lugar do outro grupo na partida 2. Eliminação simples. Todas as partidas são em melhor de cinco.  A equipe do primeiro lugar escolhe o lado para todos os jogos de número ímpar, enquanto o time do último lugar escolhe o lado dos jogos de número par.  Os vencedores da partida 2 em cada ramo avançam para a fase de grupos do evento principal.

#### Ramo A2-B3-B4
|  | Partida 1 | Partida 1           | Partida 1 |  |  | Partida 2 | Partida 2           | Partida 2 |
|  |           |                     |           |  |  |           |                     |           |
|  |           |                     |           |  |  | A2        | Hanwha Life Esports | 3         |
|  | B3        | Galatasaray Esports | 2         |  |  | B4        | Beyond Gaming       | 0         |
|  | B4        | Beyond Gaming       | 3         |  |  |           |                     |           |

##### Partida 1
- Data: 8 de outubro, 11:00 UTC

| Pos. | Equipe              | ID  | Resultado |
| ---- | ------------------- | --- | --------- |
| B3   | Galatasaray Esports | GS  | 2         |
| B4   | Beyond Gaming       | BYG | 3         |

| Jogo | Lado azul | Resultado | Resultado | Lado vermelho |
| ---- | --------- | --------- | --------- | ------------- |
| 1    | GS        | V         | D         | BYG           |
| 2    | GS        | V         | D         | BYG           |
| 3    | GS        | D         | V         | BYG           |
| 4    | BYG       | V         | D         | GS            |
| 5    | GS        | D         | V         | BYG           |

##### Partida 2
- Data: 9 de outubro, 11:00 UTC

| Pos. | Equipe              | ID  | Resultado |
| ---- | ------------------- | --- | --------- |
| A2   | Hanwha Life Esports | HLE | 3         |
| B4   | Beyond Gaming       | BYG | 0         |

| Jogo | Lado azul | Resultado | Resultado | Lado vermelho |
| ---- | --------- | --------- | --------- | ------------- |
| 1    | BYG       | D         | V         | HLE           |
| 2    | HLE       | V         | D         | BYG           |
| 3    | HLE       | V         | D         | BYG           |
| 4    | X         | –         | –         | X             |
| 5    | X         | –         | –         | X             |

#### Ramo B2-A3-A4
|  | Partida 1 | Partida 1  | Partida 1 |  |  | Partida 2 | Partida 2 | Partida 2 |
|  |           |            |           |  |  |           |           |           |
|  |           |            |           |  |  | B2        | Cloud9    | 3         |
|  | A3        | PEACE      | 3         |  |  | A3        | PEACE     | 0         |
|  | A4        | RED Canids | 2         |  |  |           |           |           |

##### Partida 1
- Data: 8 de outubro, 16:00 UTC

| Pos. | Equipe     | ID  | Resultado |
| ---- | ---------- | --- | --------- |
| A3   | PEACE      | PCE | 3         |
| A4   | RED Canids | RED | 2         |

| Jogo | Lado azul | Resultado | Resultado | Lado vermelho |
| ---- | --------- | --------- | --------- | ------------- |
| 1    | PCE       | D         | V         | RED           |
| 2    | PCE       | V         | D         | RED           |
| 3    | RED       | D         | V         | PCE           |
| 4    | PCE       | D         | V         | RED           |
| 5    | RED       | D         | V         | PCE           |

##### Partida 2
- Data: 9 de outubro, 16:00 UTC

| Pos. | Equipe | ID  | Resultado |
| ---- | ------ | --- | --------- |
| B2   | Cloud9 | C9  | 3         |
| A3   | PEACE  | PCE | 0         |

| Jogo | Lado azul | Resultado | Resultado | Lado vermelho |
| ---- | --------- | --------- | --------- | ------------- |
| 1    | PCE       | D         | V         | C9            |
| 2    | PCE       | D         | V         | C9            |
| 3    | C9        | V         | D         | PCE           |
| 4    | X         | –         | –         | X             |
| 5    | X         | –         | –         | X             |

## Fase de grupos
- Data e horário: 11 – 18 de outubro, começou às 11:00 UTC.

- Dezesseis equipes são sorteadas em quatro grupos com quatro equipes em cada grupo com base em seus potes. Equipes da mesma região não podem ser colocadas no mesmo grupo.

- Rodízio duplo, todas as partidas únicas.

- Se as equipes tiverem o mesmo histórico de vitórias-derrotas e confronto direto, as partidas de desempate serão disputadas pelo primeiro ou segundo lugar. Se houver mais de 2 equipes, a colocação de desempate é baseada nos tempos combinados dos jogos vitoriosos das equipes.

- As duas melhores equipes avançam para a fase eliminatória. As duas últimas equipes são eliminadas.

### Grupo A
| 1 | DWG KIA         | 6 | 0 |   |   | DK  | ~   | 2–0 | 2–0 | 2–0 |
| 2 | Cloud9          | 2 | 4 |   | V | C9  | 0–2 | ~   | 1–1 | 1–1 |
| 3 | Rogue           | 2 | 4 | V | D | RGE | 0–2 | 1–1 | ~   | 1–1 |
| 4 | FunPlus Phoenix | 2 | 4 | D |   | FPX | 0–2 | 1–1 | 1–1 | ~   |

| Data  | Jogo | Lado azul | Resultado | Resultado | Lado vermelho |
| ----- | ---- | --------- | --------- | --------- | ------------- |
| 11/10 | 1    | DK        | V         | D         | FPX           |
| 11/10 | 2    | RGE       | V         | D         | C9            |
| 12/10 | 3    | RGE       | D         | V         | DK            |
| 12/10 | 4    | C9        | D         | V         | FPX           |
| 13/10 | 5    | FPX       | V         | D         | RGE           |
| 13/10 | 6    | DK        | V         | D         | C9            |
| 15/10 | 7    | FPX       | D         | V         | DK            |
| 15/10 | 8    | C9        | V         | D         | RGE           |
| 15/10 | 9    | FPX       | D         | V         | C9            |
| 15/10 | 10   | DK        | V         | D         | RGE           |
| 15/10 | 11   | RGE       | V         | D         | FPX           |
| 15/10 | 12   | C9        | D         | V         | DK            |
| 15/10 | DE1  | FPX       | D         | V         | RGE           |
| 15/10 | DE2  | C9        | V         | D         | RGE           |

Cloud9, FunPlus Phoenix e Rogue estavam em um empate de três pelo segundo lugar no final da fase de grupos. Como todas as três equipes tiveram um recorde empatado (1-1) com as outras duas, a colocação nas partidas de desempate subsequentes foi determinada pelo tempo de jogo combinado das vitórias de cada equipe. Cloud9 foi premiado com um salto para a segunda partida de desempate por ter o menor tempo total de jogo.

### Grupo B
| 1 | T1                 | 5 | 1 | T1  | ~   | 1–1 | 2–0 | 2–0 |
| 2 | Edward Gaming      | 4 | 2 | EDG | 1–1 | ~   | 1–1 | 2–0 |
| 3 | 100 Thieves        | 3 | 3 | 100 | 0–2 | 1–1 | ~   | 2–0 |
| 4 | DetonatioN FocusMe | 0 | 6 | DFM | 0–2 | 0–2 | 0–2 | ~   |

| Data  | Jogo | Lado azul | Resultado | Resultado | Lado vermelho |
| ----- | ---- | --------- | --------- | --------- | ------------- |
| 11/10 | 1    | T1        | V         | D         | DFM           |
| 11/10 | 2    | EDG       | V         | D         | 100           |
| 12/10 | 3    | T1        | D         | V         | EDG           |
| 12/10 | 4    | DFM       | D         | V         | 100           |
| 13/10 | 5    | EDG       | V         | D         | DFM           |
| 13/10 | 6    | 100       | D         | V         | T1            |
| 16/10 | 7    | DFM       | D         | V         | EDG           |
| 16/10 | 8    | T1        | V         | D         | 100           |
| 16/10 | 9    | EDG       | D         | V         | T1            |
| 16/10 | 10   | 100       | V         | D         | DFM           |
| 16/10 | 11   | DFM       | D         | V         | T1            |
| 16/10 | 12   | 100       | V         | D         | EDG           |

### Grupo C
| 1 | Royal Never Give Up | 4 | 2 | V | RNG | ~   | 1–1 | 2–0 | 1–1 |
| 2 | Hanwha Life Esports | 4 | 2 | D | HLE | 1–1 | ~   | 1–1 | 2–0 |
| 3 | PSG Talon           | 3 | 3 |   | PSG | 0–2 | 1–1 | ~   | 2–0 |
| 4 | Fnatic              | 1 | 5 |   | FNC | 1–1 | 0–2 | 0–2 | ~   |

| Data  | Jogo | Lado azul | Resultado | Resultado | Lado vermelho |
| ----- | ---- | --------- | --------- | --------- | ------------- |
| 11/10 | 1    | RNG       | V         | D         | PSG           |
| 11/10 | 2    | HLE       | V         | D         | FNC           |
| 12/10 | 3    | PSG       | V         | D         | HLE           |
| 12/10 | 4    | FNC       | D         | V         | RNG           |
| 13/10 | 5    | RNG       | V         | D         | HLE           |
| 13/10 | 6    | PSG       | V         | D         | FNC           |
| 17/10 | 7    | HLE       | V         | D         | PSG           |
| 17/10 | 8    | RNG       | D         | V         | FNC           |
| 17/10 | 9    | PSG       | D         | V         | RNG           |
| 17/10 | 10   | FNC       | D         | V         | HLE           |
| 17/10 | 11   | HLE       | V         | D         | RNG           |
| 17/10 | 12   | FNC       | D         | V         | PSG           |
| 17/10 | DE   | HLE       | D         | V         | RNG           |

### Grupo D
| 1 | Gen.G       | 3 | 3 | V |   | V | GEN | ~   | 1–1 | 1–1 | 1–1 |
| 2 | MAD Lions   | 3 | 3 |   | V | D | MAD | 1–1 | ~   | 1–1 | 1–1 |
| 3 | Team Liquid | 3 | 3 | D |   |   | TL  | 1–1 | 1–1 | ~   | 1–1 |
| 3 | LNG Esports | 3 | 3 |   | D |   | LNG | 1–1 | 1–1 | 1–1 | ~   |

| Data  | Jogo | Lado azul | Resultado | Resultado | Lado vermelho |
| ----- | ---- | --------- | --------- | --------- | ------------- |
| 11/10 | 1    | LNG       | D         | V         | GEN           |
| 11/10 | 2    | TL        | V         | D         | MAD           |
| 12/10 | 3    | GEN       | D         | V         | MAD           |
| 12/10 | 4    | TL        | D         | V         | LNG           |
| 13/10 | 5    | MAD       | D         | V         | LNG           |
| 13/10 | 6    | TL        | D         | V         | GEN           |
| 18/10 | 7    | GEN       | V         | D         | MAD           |
| 18/10 | 8    | LNG       | D         | V         | TL            |
| 18/10 | 9    | GEN       | D         | V         | LNG           |
| 18/10 | 10   | MAD       | V         | D         | TL            |
| 18/10 | 11   | TL        | V         | D         | GEN           |
| 18/10 | 12   | LNG       | D         | V         | MAD           |
| 18/10 | DE1  | GEN       | V         | D         | TL            |
| 18/10 | DE2  | MAD       | V         | D         | LNG           |
| 18/10 | DE3  | GEN       | V         | D         | MAD           |

Todas as quatro equipes do Grupo D estavam empatadas no final da fase de grupos devido a cada equipe ter um recorde empatado (1–1) com as outras três. A chave das partidas de desempate subsequentes foi determinada pelo tempo de jogo combinado das vitórias de cada equipe, com LNG Esports (tempo total mais curto) enfrentando MAD Lions (tempo total mais longo) e Team Liquid enfrentando Gen.G nas duas primeiras partidas. Os perdedores foram eliminados, enquanto os vencedores se classificaram para a fase eliminatória e se enfrentaram para decidir o primeiro e o segundo colocados do grupo.

## Eliminatórias
- Data e horário: 22 de outubro – 6 de novembro, todos os jogos às 12:00 UTC.

- Oito equipes são sorteadas em uma única chave de eliminação.

- Todas as partidas são em melhor de cinco.

- O primeiro colocado de cada grupo é sorteado contra o segundo colocado de um grupo diferente.

- A equipe em primeiro lugar escolhe o lado para os primeiros jogos, o perdedor do jogo anterior escolhe o lado para o próximo jogo.

- As equipes do mesmo grupo estarão em lados opostos da chave, o que significa que não podem jogar entre si até as finais.

|  | Quartas de final | Quartas de final    | Quartas de final |         |               | Semifinais    | Semifinais | Semifinais |  |  | Final | Final | Final |  |
|  |                  |                     |                  |         |               |               |            |            |  |  |       |       |       |  |
|  | C1               | Royal Never Give Up | 2                |         |               |               |            |            |  |  |       |       |       |  |
|  | C1               | Royal Never Give Up | 2                |         |               |               |            |            |  |  |       |       |       |  |
|  | B2               | Edward Gaming       | 3                |         |               |               |            |            |  |  |       |       |       |  |
|  | B2               | Edward Gaming       | 3                |         | Edward Gaming | Edward Gaming | 3          |            |  |  |       |       |       |  |
|  |                  |                     |                  |         | Edward Gaming | Edward Gaming | 3          |            |  |  |       |       |       |  |
|  |                  |                     | Gen.G            | Gen.G   | 2             |               |            |            |  |  |       |       |       |  |
|  | D1               | Gen.G               | Gen.G            | Gen.G   | 2             | 3             |            |            |  |  |       |       |       |  |
|  | D1               | Gen.G               |                  |         |               |               |            |            |  |  |       |       |       |  |
|  | A2               | Cloud9              | 0                |         |               |               |            |            |  |  |       |       |       |  |
|  | A2               | Cloud9              | 0                |         | Edward Gaming | Edward Gaming | 3          |            |  |  |       |       |       |  |
|  |                  |                     |                  |         |               |               |            |            |  |  |       |       |       |  |
|  |                  |                     | DWG KIA          | DWG KIA | 2             |               |            |            |  |  |       |       |       |  |
|  | B1               | T1                  | DWG KIA          | DWG KIA | 2             | 3             |            |            |  |  |       |       |       |  |
|  | B1               | T1                  |                  |         |               |               |            |            |  |  |       |       |       |  |
|  | C2               | Hanwha Life Esports | 0                |         |               |               |            |            |  |  |       |       |       |  |
|  | C2               | Hanwha Life Esports | 0                |         | T1            | T1            | 2          |            |  |  |       |       |       |  |
|  |                  |                     |                  |         | T1            | T1            | 2          |            |  |  |       |       |       |  |
|  |                  |                     | DWG KIA          | DWG KIA | 3             |               |            |            |  |  |       |       |       |  |
|  | A1               | DWG KIA             | DWG KIA          | DWG KIA | 3             | 3             |            |            |  |  |       |       |       |  |
|  | A1               | DWG KIA             |                  |         |               |               |            |            |  |  |       |       |       |  |
|  | D2               | MAD Lions           | 0                |         |               |               |            |            |  |  |       |       |       |  |

### Quartas de final
- Os vencedores avançam para as semifinais.

#### Partida 1
- Data: 22 de outubro

| Pos. | Equipe              | ID  | Resultado |
| ---- | ------------------- | --- | --------- |
| B1   | T1                  | T1  | 3         |
| C2   | Hanwha Life Esports | HLE | 0         |

| Jogo | Lado azul | Resultado | Resultado | Lado vermelho |
| ---- | --------- | --------- | --------- | ------------- |
| 1    | T1        | V         | D         | HLE           |
| 2    | HLE       | D         | V         | T1            |
| 3    | HLE       | D         | V         | T1            |
| 4    | X         | –         | –         | X             |
| 5    | X         | –         | –         | X             |

#### Partida 2
- Data: 23 de outubro

| Pos. | Equipe              | ID  | Resultado |
| ---- | ------------------- | --- | --------- |
| C1   | Royal Never Give Up | RNG | 2         |
| B2   | Edward Gaming       | EDG | 3         |

| Jogo | Lado azul | Resultado | Resultado | Lado vermelho |
| ---- | --------- | --------- | --------- | ------------- |
| 1    | EDG       | D         | V         | RNG           |
| 2    | EDG       | V         | D         | RNG           |
| 3    | RNG       | D         | V         | EDG           |
| 4    | EDG       | D         | V         | RNG           |
| 5    | EDG       | V         | D         | RNG           |

#### Partida 3
- Data: 24 de outubro

| Pos. | Equipe    | ID  | Resultado |
| ---- | --------- | --- | --------- |
| A1   | DWG KIA   | DK  | 3         |
| D2   | MAD Lions | MAD | 0         |

| Jogo | Lado azul | Resultado | Resultado | Lado vermelho |
| ---- | --------- | --------- | --------- | ------------- |
| 1    | DK        | V         | D         | MAD           |
| 2    | MAD       | D         | V         | DK            |
| 3    | MAD       | D         | V         | DK            |
| 4    | X         | –         | –         | X             |
| 5    | X         | –         | –         | X             |

#### Partida 4
- Data: 25 de outubro

| Pos. | Equipe | ID  | Resultado |
| ---- | ------ | --- | --------- |
| D1   | Gen.G  | GEN | 3         |
| A2   | Cloud9 | C9  | 0         |

| Jogo | Lado azul | Resultado | Resultado | Lado vermelho |
| ---- | --------- | --------- | --------- | ------------- |
| 1    | GEN       | V         | D         | C9            |
| 2    | C9        | D         | V         | GEN           |
| 3    | C9        | D         | V         | GEN           |
| 4    | X         | –         | –         | X             |
| 5    | X         | –         | –         | X             |

### Semifinais
- Os vencedores avançam para a final.

#### Partida 1
- Data: 30 de outubro

| Equipe  | ID | Resultado |
| ------- | -- | --------- |
| T1      | T1 | 2         |
| DWG KIA | DK | 3         |

| Jogo | Lado azul | Resultado | Resultado | Lado vermelho |
| ---- | --------- | --------- | --------- | ------------- |
| 1    | DK        | V         | D         | T1            |
| 2    | T1        | V         | D         | DK            |
| 3    | DK        | D         | V         | T1            |
| 4    | DK        | V         | D         | T1            |
| 5    | T1        | D         | V         | DK            |

#### Partida 2
- Data: 31 de outubro

| Equipe        | ID  | Resultado |
| ------------- | --- | --------- |
| Edward Gaming | EDG | 3         |
| Gen.G         | GEN | 2         |

| Jogo | Lado azul | Resultado | Resultado | Lado vermelho |
| ---- | --------- | --------- | --------- | ------------- |
| 1    | EDG       | V         | D         | GEN           |
| 2    | GEN       | V         | D         | EDG           |
| 3    | EDG       | D         | V         | GEN           |
| 4    | EDG       | V         | D         | GEN           |
| 5    | GEN       | D         | V         | EDG           |

### Final
- Data: 6 de novembro
- Os membros da equipe vencedora levantarão a Taça do Invocador (em inglês: Summoner's Cup), ganhando o título de Campeões Mundiais de League of Legends de 2021.

| Equipe        | ID  | Resultado |
| ------------- | --- | --------- |
| Edward Gaming | EDG | 3         |
| DWG KIA       | DK  | 2         |

| Jogo | Lado azul | Resultado | Resultado | Lado vermelho |
| ---- | --------- | --------- | --------- | ------------- |
| 1    | DK        | D         | V         | EDG           |
| 2    | DK        | V         | D         | EDG           |
| 3    | EDG       | D         | V         | DK            |
| 4    | EDG       | V         | D         | DK            |
| 5    | DK        | D         | V         | EDG           |

## Classificação final

### Classificação das equipes
- (*) Não inclui os jogos de desempate.

| Colocação | Liga  | Equipe               | GFE | EFE1 | EFE2 | FG      | QF      | SF         | Final   | Premiação (%) | Premiação (USD) |
| --------- | ----- | -------------------- | --- | ---- | ---- | ------- | ------- | ---------- | ------- | ------------- | --------------- |
| 1º        | LPL   | Edward Gaming        | –   | –    | –    | 4–2     | 3–2     | 3–2        | 3–2     | 22%           | $495,000        |
| 2º        | LCK   | DWG KIA              | –   | –    | –    | 6–0     | 3–0     | 3–2        | 2–3     | 15%           | $337,500        |
| 3º–4º     | LCK   | T1                   | –   | –    | –    | 5–1     | 3–0     | 2–3        |         | 8%            | $180,000        |
| 3º–4º     | LCK   | Gen.G*               | –   | –    | –    | 3–3     | 3–0     | 2–3        |         | 8%            | $180,000        |
| 5º–8º     | LPL   | Royal Never Give Up* | –   | –    | –    | 4–2     | 2–3     |            | 4.5%    | $101,250      |                 |
| 5º–8º     | LCK   | Hanwha Life Esports* | 3–1 | –    | 3–0  | 4–2     | 0–3     |            | 4.5%    | $101,250      |                 |
| 5º–8º     | LEC   | MAD Lions*           | –   | –    | –    | 3–3     | 0–3     |            | 4.5%    | $101,250      |                 |
| 5º–8º     | LCS   | Cloud9*              | 3–1 | –    | 3–0  | 2–4     | 0–3     |            | 4.5%    | $101,250      |                 |
| 9º–11º    | LCS   | 100 Thieves          | –   | –    | –    | 3–3     |         | 2.5%       | $62,500 |               |                 |
| 9º–11º    | PCS   | PSG Talon            | –   | –    | –    | 3–3     |         | 2.5%       | $62,500 |               |                 |
| 9º–11º    | LEC   | Rogue*               | –   | –    | –    | 2–4     |         | 2.5%       | $62,500 |               |                 |
| 12º–13º   | LPL   | LNG Esports*         | 4–0 | –    | –    | 3–3     | 2.375%  | $53,347.50 |         |               |                 |
| 12º–13º   | LCS   | Team Liquid*         | –   | –    | –    | 3–3     | 2.375%  | $53,347.50 |         |               |                 |
| 14º–16º   | LPL   | FunPlus Phoenix*     | –   | –    | –    | 2–4     | 2.25%   | $56,250    |         |               |                 |
| 14º–16º   | LEC   | Fnatic               | –   | –    | –    | 1–5     | 2.25%   | $56,250    |         |               |                 |
| 14º–16º   | LJL   | DetonatioN FocusMe*  | 3–1 | –    | –    | 0–6     | 2.25%   | $56,250    |         |               |                 |
| 17º–18º   | LCO   | PEACE                | 2–2 | 3–2  | 0–3  |         | 1.75%   | $43,750    |         |               |                 |
| 17º–18º   | PCS   | Beyond Gaming*       | 1–3 | 3–2  | 0–3  |         | 1.75%   | $43,750    |         |               |                 |
| 19º–20º   | TCL   | Galatasaray Esports  | 2–2 | 2–3  |      | 1.25%   | $28,125 |            |         |               |                 |
| 19º–20º   | CBLOL | RED Canids           | 1–3 | 2–3  |      | 1.25%   | $28,125 |            |         |               |                 |
| 21º–22º   | LCL   | Unicorns of Love*    | 1–3 |      | 1%   | $22,500 |         |            |         |               |                 |
| 21º–22º   | LLA   | Infinity Esports     | 0–4 |      | 1%   | $22,500 |         |            |         |               |                 |

### Classificação das regiões
- A proporção de vitórias é determinada pelo número de jogos ganhos em comparação com o número de jogos disputados.
- As vitórias nas etapas de chaves são priorizadas.
- (*) Não inclui jogos de desempate.

| Colocação | Região             | Liga  | Equipes | Fase de Entrada           | Fase de Entrada      | Fase de Entrada       | Evento principal                  | Evento principal       | Evento principal         | Evento principal     |
| Colocação | Região             | Liga  | Equipes | Grupos (4 jogos no total) | Eliminatória 1 (Md5) | Eliminatória 2 (Md5)  | Evento principal                  | Evento principal       | Evento principal         | Evento principal     |
| Colocação | Região             | Liga  | Equipes | Grupos (4 jogos no total) | Eliminatória 1 (Md5) | Eliminatória 2 (Md5)  | Fase de Grupos (6 jogos no total) | Quartas de final (Md5) | Semifinais (Md5)         | Final (Md5)          |
| --------- | ------------------ | ----- | ------- | ------------------------- | -------------------- | --------------------- | --------------------------------- | ---------------------- | ------------------------ | -------------------- |
| 1º        | · China            | LPL   | 3G+1E   | 1 equipe 4V-0D (100%)     |                      |                       | 4 equipes* 13V-11D (54.17%)       | 2 equipes 5V-5D (50%)  | 1 equipe 3V-2D (60%)     | 1 equipe 3V-2D (60%) |
| 2º        | · Coreia do Sul    | LCK   | 3G+1E   | 1 equipe 3V-1D (75%)      |                      | 1 equipe 3V-0D (100%) | 4 equipes* 18V-6D (75%)           | 4 equipes 9V-3D (75%)  | 3 equipes 7V-8D (46.66%) | 1 equipe 2V-3D (40%) |
| 3º        | · América do Norte | LCS   | 2G+1E   | 1 equipe* 3V-1D (75%)     |                      | 1 equipe 3V-0D (100%) | 3 equipes* 8V-10D (44.44%)        | 1 equipe 0V-3D (0%)    |                          |                      |
| 4º        | · Europa           | LEC   | 3G      |                           |                      |                       | 3 equipes* 6V-12D (33.33%)        | 1 equipe 0V-3D (0%)    |                          |                      |
| 5º        | · TW/HK/MO/SEA     | PCS   | 1G+1E   | 1 equipe* 1V-3D (25%)     | 1 equipe 3V–2D (60%) | 1 equipe 0V-3D (0%)   | 1 equipe 3V-3D (50%)              |                        |                          |                      |
| 6º        | · Japão            | LJL   | 1E      | 1 equipe* 3V-1D (75%)     |                      |                       | 1 equipe 0V-6D (0%)               |                        |                          |                      |
| 7º        | · Oceania          | LCO   | 1E      | 1 equipe 2V-2D (50%)      | 1 equipe 3V–2D (60%) | 1 equipe 0V-3D (0%)   |                                   |                        |                          |                      |
| 8º        | · Turquia          | TCL   | 1E      | 1 equipe 2V-2D (50%)      | 1 equipe 2V-3D (40%) |                       |                                   |                        |                          |                      |
| 9º        | · Brasil           | CBLOL | 1E      | 1 equipe 1V-3D (25%)      | 1 equipe 2V–3D (40%) |                       |                                   |                        |                          |                      |
| 10º       | · CEI              | LCL   | 1E      | 1 equipe* 1V-3D (25%)     |                      |                       |                                   |                        |                          |                      |
| 11º       | · América Latina   | LLA   | 1E      | 1 equipe 0V-4D (0%)       |                      |                       |                                   |                        |                          |                      |